# The Wall (amerykański teleturniej)
The Wall – amerykański teleturniej emitowany na antenie NBC od 19 grudnia 2016, prowadzony przez Chrisa Hardwicka.

## Zasady gry
Do gry przystępuje dwoje zawodników, którzy tworzą drużynę. Mają przed sobą 5-piętrową ścianę, która jest adaptacją deski Galtona, ze szczytu której spuszczana jest kula. Ma ona odbijać się od gęsto rozmieszczonych kołków, które w nieprzewidywalny sposób zmieniają trajektorię kuli. Na koniec wpada do jednej z 15 kieszeni; do każdego otworu przypisana jest pewna kwota – od 1 dolara do 1 000 000 dolarów. W sumie wygrać można nawet $12 374 994.

### Runda 1.
W tej rundzie drużyna odpowiada na 5 pytań z dwoma wariantami odpowiedzi. Po zadaniu pytania ze szczytu Ściany spuszczane są jednocześnie trzy piłki. Zespół musi wybrać którąś z odpowiedzi, zanim kula wpadnie do którejś kieszeni. W przypadku poprawnej odpowiedzi piłka zmienia kolor na zielony, a wylosowana wartość jest dodawana do puli; w przypadku błędnej – staje się czerwona, a kwota jest odejmowana.
Jeżeli po serii pytań na koncie zawodników nie ma żadnych pieniędzy, to automatycznie kończą grę. W przeciwnym wypadku zdobyte pieniądze stanowić będą część sumy gwarantowanej.
Najwyższa możliwa pula to 375 000 USD.
Wartości u dołu Ściany wahają się między 1 dolarem a 25 000 dolarów:
| $ 1 | $ 5000 | $ 100 | $ 20 000 | $ 10 | $ 10 000 | $ 1 | $ 25 000 | $ 1 | $ 10 000 | $ 10 | $ 20 000 | $ 100 | $ 5000 | $ 1 |

### Runda 2.
W tej rundzie obowiązują wyższe stawki na kieszeniach Ściany.
Od początku rundy drugiej do końca gry zawodnicy pozostają rozdzieleni. Jeden gracz zostaje na scenie, a drugi idzie do odizolowanego pomieszczenia. Na początku zrzuca się dwie zielone kule z dowolnych, wybranych przez gracza na scenie, stref zrzutu (od 1 do 7). Następnie zadawane są trzy pytania z trzema możliwościami odpowiedzi. Gracz na scenie zobaczy tylko warianty odpowiedzi i musi zdecydować, z których otworów chce zrzucić kulę (bliżej najwyższej stawki, czy dalej od niej). Jeżeli drugi zawodnik odpowie prawidłowo, pieniądze są dodawane do puli, jeżeli odpowie błędnie – odejmowane. Gracz poza sceną nie otrzymuje żadnych informacji o tym czy udzielił prawidłowej odpowiedzi i o stanie konta graczy.
Drugie pytanie można rozegrać z dwiema piłkami (czyli wygrać nawet dwa razy więcej lub stracić nawet dwa razy więcej), a trzecie – z trzema kulami.
Po trzecim pytaniu zrzucane są dwie czerwone kule (z tych samych stref, co zielone na początku).
W rundzie drugiej można uzyskać nie więcej niż 1 999 998 USD.
Wartości u dołu Ściany wahają się między 1 dolarem a 250 000 dolarów:
| $ 1 | $ 5000 | $ 100 | $ 10 000 | $ 10 | $ 25 000 | $ 1 | $ 50 000 | $ 1 | $ 100 000 | $ 10 | $ 125 000 | $ 100 | $ 250 000 | $ 1 |

### Runda 3.
W tej rundzie kieszenie Ściany zawierają najwyższe możliwe wartości pieniężne.
Na starcie zrzuca się 4 zielone kule, każda kolejno po sobie (nie jednocześnie) ze stref wybranych przez gracza. Następnie, zgodnie z regułami rundy 2., zadawane są 3 pytania, które tym razem zawierają 4 możliwe odpowiedzi. Wciąż można podwoić drugie pytanie i potroić trzecie. Na koniec zrzuca się jeszcze 4 czerwone kule. Tym sposobem pieniądze z puli stanowią potencjalną wygraną.
W tej rundzie można uzyskać nawet 9 999 996 USD.
Najniższa wartość u dołu Ściany to standardowo 1 dolar, najwyższa zaś – 1 milion dolarów:
| $ 1 | $ 50 000 | $ 100 | $ 100 000 | $ 10 | $ 200 000 | $ 1 | $ 300 000 | $ 1 | $ 400 000 | $ 10 | $ 500 000 | $ 100 | $ 1 000 | $ 1 |

#### Ostatnia decyzja
Po pytaniach rundy trzeciej odizolowany gracz otrzymuje kontrakt, który musi podpisać albo podrzeć. Podpisanie kontraktu jest równoznaczne z opuszczeniem gry z kwotą gwarantowaną (pieniądze uzyskane w 1. rundzie plus 20 000 dolarów za każdą prawidłową odpowiedź podczas rund 2. i 3.). Zniszczenie kontraktu oznacza przyjęcie (niewiadomej dla tego zawodnika) puli pieniędzy uzyskanych w rundach 2. i 3. Po zrzuceniu ostatnich kul (albo po ostatnim pytaniu, jeżeli stan konta jest niższy od 4 dolarów), izolowany gracz wraca na scenę i ogłasza, jaka była jego decyzja. Jeśli nie podpisał kontraktu, to drugi gracz informuje go o zdobytych – i wygranych – pieniądzach.

## Spis serii
| Sezon           | Sezon          | Odcinki    | Pierwszy odcniek        | Ostatni odcinek         | Pora emisji (przeważnie)    | Prowadzący     | Średnia oglądalność |
| --------------- | -------------- | ---------- | ----------------------- | ----------------------- | --------------------------- | -------------- | ------------------- |
|                 | 1.             | 1–10 (10)  | 19 grudnia 2016         | 21 lutego 2017          | wtorek 19.00 (CT)           | Chris Hardwick | 6,193 mln           |
|                 | 2.             | 11–30 (20) | 8 maja 2017             | 24 sierpnia 2017        | czwartek 20.00 / 19.00 (CT) | Chris Hardwick | 4,807 mln           |
| 4 grudnia 2017  | 4 grudnia 2017 | 11–30 (20) | poniedziałek 22.00 (CT) | 4,40 mln                |                             | Chris Hardwick |                     |
| 27 grudnia 2017 | 2.             | 11–30 (20) | 5 lutego 2018           | poniedziałek 20.00 (CT) | ok. 5,5 mln                 | Chris Hardwick |                     |
|                 | 3.             | 31–49 (19) | 15 marca 2020           | 28 października 2020    | poniedziałek 19.00 (CT)     | Chris Hardwick |                     |
|                 | 4.             | od 50      | 4 stycznia 2021         |                         | poniedziałek 22.00 (CT)     | Chris Hardwick |                     |

## Krytyka
Krytycy mają mieszane podejście do tematu.
Jen Chaney z działu Vulture magazynu New York nazwał program „obecnie najbardziej stereotypowo amerykańskim teleturniejem” oraz „absurdalnym, ale niezaprzeczalnie zabawnym”. Skrytykował próbę przedstawienia formatu jako czegoś nowego, choć tak naprawdę opartego na starych pomysłach i przyrządzonego tak, by sprawiać wrażenie świeżości. 
Bethonie Butler z Chicago Tribune przyznała, że „The Wall” w dużym stopniu przypomina jedną z gier z amerykańskiej wersji teleturnieju „Dobra cena” (The Price Is Right) – Plinko. Zauważyła jednak, iż „w kontekście teleturniejów oryginalność to rzecz względna”, wskazując na podobieństwo między dwoma porównywalnymi formatami: „Milionerami” i „Czy jesteś mądrzejszy od piątoklasisty?”.

## Lokalne wersje programu
| Państwo               | Tytuł                                | Prowadzący                                                            | Stacja             | Data premiery        | Najdroższa kieszeń |
| --------------------- | ------------------------------------ | --------------------------------------------------------------------- | ------------------ | -------------------- | ------------------ |
| Argentyna             | The Wall: Construye tu vida          | Marley                                                                | Telefe             | 1 października 2017  | 200 000 ARS        |
| Australia             | The Wall                             | Axle Whitehead                                                        | Seven Network      | 30 października 2017 | 1 000 000 AUD      |
| Belgia (Flandria)     | The Wall: De muur die geeft en neemt | Niels Destadsbader                                                    | Vtm                | 4 września 2017      | 100 000 EUR        |
| Brazylia              | The Wall                             | Luciano Huck                                                          | TV Globo           | 10 marca 2018        | 150 000 BRL        |
| Bułgaria              |                                      |                                                                       |                    |                      |                    |
| Chile                 | The Wall: Cambia tu vida             | Rafael Araneda                                                        | Chilevisión        | 20 czerwca 2018      | 20 000 000 CLP     |
| Dania                 | The Wall: Danmark                    | Felix Smith                                                           | Kanal 5            | 5 września 2019      | 100 000 DKK        |
| Finlandia             | The Wall. Suomi                      | Heikki Paasosen                                                       | Nelonen            | 22 września 2018     | 50 000 EUR         |
| Francja               | The Wall : Face au mur               | Christophe Dechavanne                                                 | TF1                | 27 lutego 2017       | 150 000 EUR        |
| Grecja                | The Wall                             | Grigoris Arnaoutoglou                                                 | ANT1               | 10 maja 2018         | 50 000 EUR         |
| Hiszpania             | The Wall: Cambia tu vida             | Carlos Sobera                                                         | Telecinco          | 23 czerwca 2017      | 100 000 EUR        |
| Holandia              | BankGiro Loterij The Wall            | Winston Gerschtanowitz                                                | SBS 6              | 22 kwietnia 2018     | 500 000 EUR        |
| Indonezja             |                                      |                                                                       |                    |                      |                    |
| Izrael                | The Wall                             | Zvika Hadar                                                           | Reshet 13          | 5 lutego 2018        | 500 000 ILS        |
| Kanada ( Quebec)      | Face au Mur                          | Maripier Morin                                                        | TVA                | 18 stycznia 2018     | 200 000 CAD        |
| Kolumbia              | The Wall                             | Andrea Serna                                                          | Caracol Television | 30 stycznia 2018     | 200 000 COP        |
| Liga Państw Arabskich | The Wall الجـدار                     | Mohammad Sal                                                          | MBC 1              | 14 lutego 2018       | 300 000 SAR        |
| Niemcy                | The Wall                             | Frank Buschmann                                                       | RTL                | 1 czerwca 2017       | 250 000 EUR        |
| Polska                | The Wall. Wygraj marzenia            | Maciej Kurzajewski Kiedyś: Paweł Orleański                            | TVP1               | 22 września 2017     | 100 000 PLN        |
| Rosja                 | Stiena                               | Wjaczesław Maniuczrow                                                 | Rossija 1          | 22 października 2017 | 5 000 000 RUB      |
| Rumunia               | The Wall – Marele Zid                | Valentin Butnaru                                                      | Antena 1           | 13 września 2017     | 150 000 RON        |
| Stany Zjednoczone     | The Wall                             | Chris Hardwick                                                        | NBC                | 19 grudnia 2016      | 1 000 000 USD      |
| Stany Zjednoczone     | The Wall                             | Marco Antonio Regil                                                   | Telemundo          | 1 stycznia 2020      | 100 000 USD        |
| Tajlandia             | The Wall กำแพงพลิกชีวิต                 | Vuthithorn „Woody” Milintachinda Pakchanok Wo-onsri Smith Arrayasagul | One 31 Channel 3   | 6 stycznia 2018      | 500 000 THB        |
| Urugwaj               | The Wall: Cumplí tu Sueño            | Rafael Cotelo                                                         | Canal 10           | 13 marca 2018        | 300 000 UYU        |
| Węgry                 | A Fal                                | Balázs Sebestyén                                                      | RTL Klub           | 19 listopada 2017    | 8 000 000 HUF      |
| Wielka Brytania       | The Wall                             | Danny Dyer                                                            | BBC One            | 12 października 2019 | 50 000 GBP         |
| Włochy                | The Wall                             | Gerry Scotti                                                          | Canale 5           | 20 listopada 2017    | 100 000 EUR        |